# Menelikia
La menelikia (gen. Menelikia) è un mammifero artiodattilo estinto, appartenente ai bovidi. Visse tra il Pliocene medio e il Pleistocene inferiore (circa 4,1 – 1,4 milioni di anni fa) e i suoi resti fossili sono stati ritrovati in Africa orientale.

## Descrizione
Questo animale doveva essere molto simile a un attuale cobo dall'ellisse (Kobus ellipsiprymnus) o a un lichi del Nilo (Kobus megaceros). Era un'antilope di dimensioni medio-grandi, e l'altezza doveva raggiungere un metro al garrese. Al contrario dei cobi e dei lichi attuali, Menelikia era dotato di sinus nasali molto sviluppati e di fosse preorbitali. Le corna di Menelikia variavano a seconda delle specie, ma erano generalmente a forma di lira e non così sviluppate come quelle dei cobi e dei lichi del Nilo. Il cranio e la serie dentaria erano relativamente brevi, mentre la mandibola era bassa e slanciata. La specie M. lyrocera era dotata di corna molto divergenti alla base, con il corno sinistro spiralato in senso orario (spirale omonima); cobi e lichi attuali, invece, possiedono corna sinistre spiralate in senso antiorario (spirale eteronima). La specie M. leakeyi era caratterizzata da carene anteriori e posteriori e da solchi e creste longitudinali (soprattutto nelle forme più recenti). 

## Classificazione
Il genere Menelikia venne istituito da Arambourg nel 1941 sulla base di resti fossili rinvenuti in terreni plio-pleistocenici dell'Africa orientale. La specie tipo è Menelikia lyrocera, vissuta tra 3,4 e 1,4 milioni di anni fa. La specie M. leakeyi, descritta nel 1991, è leggermente più antica e forse ancestrale alla specie tipo (4,1 – 2,5 milioni di anni fa). Menelikia fa parte dei Reduncini, un gruppo di bovidi africani comprendenti numerose specie di antilopi dalle abitudini semiacquatiche, attualmente confinate all'Africa ma un tempo diffuse anche in Asia (ad esempio Sivacobus). Alcune caratteristiche di Menelikia, tuttavia, richiamano gli Alcelaphini e non è chiaro quali siano le esatte relazioni evolutive tra Menelikia e gli altri Reduncini.

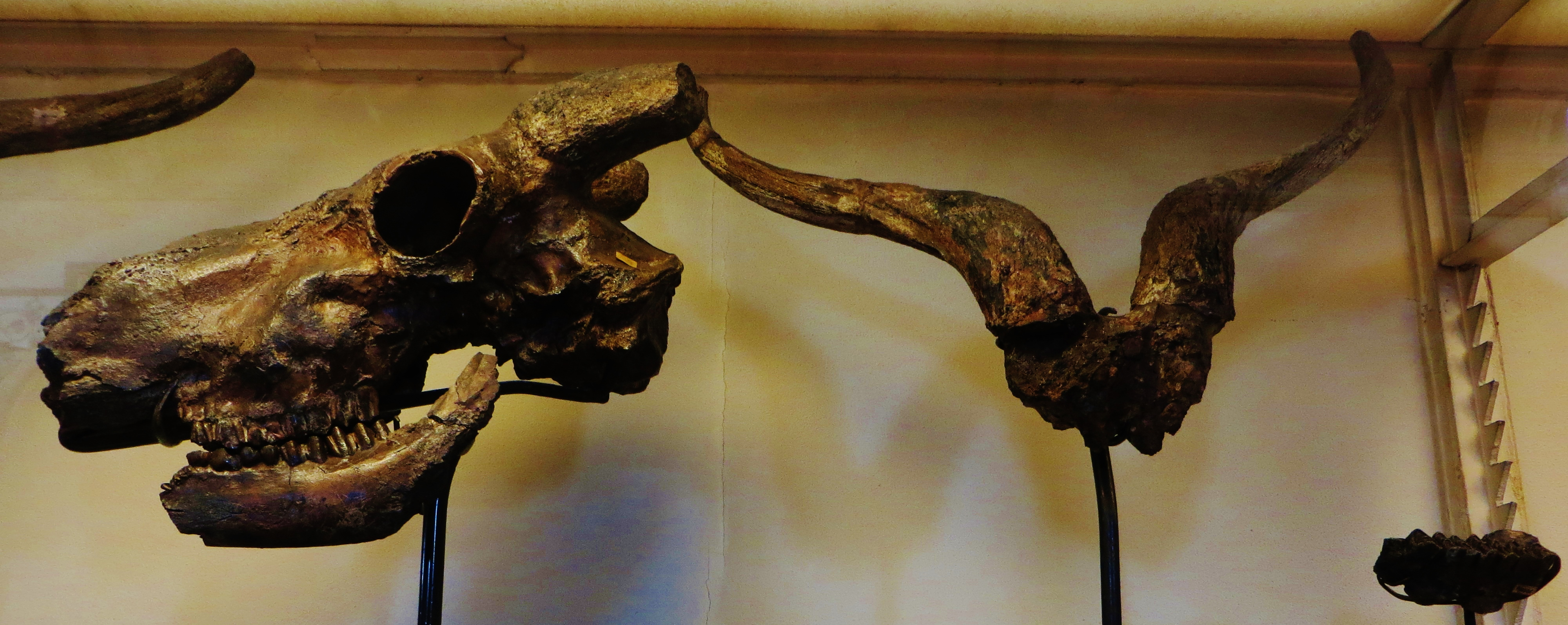
Cranio, mandibola e corna di Menelikia lyrocera

## Paleobiologia
In generale, Menelikia possedeva la maggior parte delle caratteristiche distintive di un brucatore a dieta mista: assomigliava ai brucatori d'erba nell'avere una breve fila di premolari e un palato stretto, ma assomigliava ai brucatori di dicotiledoni in altre caratteristiche. Le uniche differenze rispetto a questo modello "misto" erano i lunghi processi paracondilari e la premascella larga. Quest'ultima era molto diversa da quella dei moderni brucaori a dieta mista, che hanno premascellari molto stretti presumibilmente per aumentare la loro capacità di nutrirsi in modo selettivo. 
Poiché la combinazione di morfologie riscontrate in Menelikia non esiste in alcun bovide odierno, è possibile soltanto ipotizzare il tipo di vegetazione di cui si alimentava questo animale. È probabile che questa vegetazione fosse distribuita omogeneamente, perché l'ampia premascella non permetteva una brucatura selettiva; probabilmente era tenera e morbida perché la mandibola gracile e il glenoideo basso non erano adatti alla continua masticazione di cibo duro. L'apparato di alimentazione non selettivo suggerisce che la sua dieta non cambiava stagionalmente, poiché alimentazione selettiva e cambi alimentari stagionali appaiono strettamente correlati nei moderni alimentatori misti. In Africa non esistono attualmente aree di vegetazione che abbiano queste caratteristiche, ma considerando i cambiamenti ambientali avvenuti in Africa negli ultimi milioni di anni non sarebbe inaspettato trovare prove di un tipo di habitat per cui non vi sia un analogo odierno (Spencer, 1997). È stato inoltre dimostrato come Menelikia fosse più comune nelle zone meridionali dell'Africa orientale, rispetto a un altro reduncino (Kobus sigmoidalis), particolarmente diffuso invece nelle zone settentrionali.